# Miguel Bonnefoy
Pour les articles homonymes, voir Bonnefoy.
Miguel Bonnefoy, né le 22 décembre 1986 à Paris, est un écrivain franco-vénézuélien. Il obtient le grand prix du roman de l'Académie française ainsi que le prix Femina en 2024.

## Biographie
Né en France d'une mère diplomate vénézuélienne qui a été l'attachée culturelle de l’ambassade du Venezuela à Paris et d'un père romancier chilien, Miguel Bonnefoy a grandi au Venezuela et au Portugal. Il y a suivi sa scolarité dans des lycées français.
Auteur, il a aussi été professeur de français pour l’Alliance française.
En 2009, il remporte le grand prix de la nouvelle de la Sorbonne Nouvelle avec La Maison et le Voleur. Il publie en italien Quand on enferma le labyrinthe dans le Minotaure en 2009, et en français Naufrages en 2011, sélectionné pour le prix de l'inaperçu 2012.
En 2013, il est lauréat du prix du jeune écrivain avec Icare et autres nouvelles. Le Voyage d'Octavio son premier roman, publié en 2015, est finaliste du prix Goncourt du premier roman. En 2017, Sucre noir est finaliste du prix Femina.
En 2018-2019, il est pensionnaire à la Villa Médicis l'Académie de France à Rome.
Miguel Bonnefoy reçoit le prix des libraires 2021 pour son roman Héritage.
Dans une interview avec l'écrivain vénézuélien José del Prado, Bonnefoy a déclaré qu'il avait envie d'utiliser la métaphore et aussi son éloignement des questions politiques. Il a déclaré qu'il réside à Berlin.
En 2022 paraît L'Inventeur, biographie romancée d'Augustin Mouchot, un des pionniers de l'exploitation de l'énergie solaire.
En 2024, Le Rêve du jaguar obtient le Grand prix du roman de l'Académie française, au terme d'une élection serrée où il obtient huit voix, contre sept à chacun de ses deux rivaux. Ce même roman obtient également le Prix Femina le 5 novembre 2024,.

## Œuvres
- Quand on enferma le labyrinthe dans le Minotaure, Rome, Italie, Edizione del Giano, 2009, 35 p.  (ISBN 9788870-741551)
- Naufrages, Paris, France, Quespire, 2012, 76 p.  (ISBN 978-2-9539-0671-4)
- Icare et autres nouvelles, Paris, France, Buchet/Chastel, 2013, 352 p.  (ISBN 978-2-2830-2658-8) Prix du jeune écrivain de langue française 2013
- Traversée, Paris, France, éditions Paulsen, 2013
- Le Voyage d'Octavio, Paris, France, Rivages, 2015, 123 p.  (ISBN 978-2-7436-2941-0) ; rééd. Rivages, coll. « Rivages Poche Petite Bibliothèque », 2016, 144 p.  (ISBN 978-2-7436-2943-4) Prix Edmée-de-La-Rochefoucauld 2015
Prix L’Île aux livres 2015
Prix Fénéon 2015
Prix de la vocation 2015
« Mention spéciale » Prix des cinq continents de la francophonie 2015
Prix littéraire du lycée Thiers (2016)
- Jungle, éditions Paulsen, collection « Démarches », 2016, 122 p.  (ISBN 978-2-3522-1153-2) Prix littéraire des lycéens, apprentis et stagiaires de la formation professionnelle Île-de-France 2016-2017 (lauréat Val-d'Oise)
- Sucre noir, Rivages, 2017, 209 p.  (ISBN 978-2-7436-4057-6) Prix Mille Pages 2017
Prix Renaissance
Prix des lycéens de l’Escale du livre de Bordeaux
- Héritage, Rivages, 2020, 206 p.  (ISBN 978-2-7436-5094-0) Prix des libraires 2021
- L'Inventeur, Payot et Rivages, 2022, 208 p.  (ISBN 9782743657031)
- Le Rêve du jaguar, Payot et Rivages, 2024, 304 p.  (ISBN 978-2-7436-6406-0)[12]. Grand prix du roman de l'Académie française, Prix Femina

## Distinctions

### Prix
- Prix du jeune écrivain 2013 pour Icare et autres nouvelles
- Prix des libraires 2021 pour Héritage
- Prix Amic 2023 pour  L'Inventeur
- Grand prix du roman de l'Académie française 2024 pour Le Rêve du jaguar
- Prix Femina 2024 pour Le Rêve du jaguar

### Sélections
- Sélection prix de l'inaperçu 2012 pour Naufrages
- Finaliste prix Goncourt du premier roman 2015 pour Le Voyage d'Octavio
- Finaliste prix Femina
- Finaliste prix Landerneau des lecteurs 2017[13] pour Sucre noir
- Sélection prix Françoise-Sagan 2018[14] pour Sucre noir
- Finaliste grand prix du roman métis[15] 2018 et prix du roman métis des lycéens[16] pour Sucre noir.
- Sélection au prix Renaudot des Lycéens 2024, pour Le Rêve du jaguar.